# جيمس جونسون يندلي
جيمس جونسون يندلي هو محامي وقاضي وسياسي أمريكي، ولد في 1822 في مانسفيلد في الولايات المتحدة، وتوفي في 18 أبريل 1891 في نيفادا في الولايات المتحدة. نشط حزبياً في حزب اليمين. وقد انتخب عضو مجلس النواب الأمريكي ‏.